# Cziráky János
Ciráki és dénesfalvai gróf Cziráky János József Lázár László Tamás (Buda, 1818. december 29. – Lovasberény, 1884. február 9.) császári és királyi kamarás, valódi belső titkos tanácsos, tárnokmester, az Aranygyapjas rend lovagja, a Szent István- és az Osztrák Császári Vaskorona-rend vitéze, a Szent Gergely-rend nagykeresztese, jogi doktor, a Magyar Tudományos Akadémia igazgató tagja.

## Élete
Cziráky Antal Mózes országbíró és gróf Batthyány Mária fia volt. A piarista rend pesti gimnáziumában végezte iskoláit, a jogi tanulmányokat a pesti egyetemen hallgatta; tanárai közül a lelkes Horvát István gyakorolt reá legnagyobb befolyást. Megtanulta a francia s olasz nyelvet és midőn 1838-ban a jogi doktori szigorlatokat letette királyi kitüntetés mellett, külföldi útra indult atyjával. Részt vett mint fiatal ember a megyei élet mozgalmaiban; majd a bécsi magyar kancelláriánál fogalmazó lett. Az országgyűlés főrendi házában először 1843-ban jelent meg. 1845-ben királyi táblai biróvá neveztetett ki, mely tisztét 1848 októberéig vitte, midőn a közügyektől visszavonult és Pozsonyba ment lakni. 1850-ben a bécsi legfelsőbb törvényszék osztályának, 1854-ben pedig a pesti kerületi főtörvényszék elnökévé neveztetett ki; de itt megsokalván, hogy csupa németeket neveznek ki bírákul, lemondott hivataláról és jószágaira vonult vissza. 1860-ban Fehér megye főispánja, később országbíró lett; de ez utóbbi kinevezést nem fogadta el, mert a magyar törvények még nem voltak életbe léptetve. Az 1865. országgyűlésen a főrendiház másodelnöke volt, később tárnokmester. Az 1867. évi osztrák-magyar kiegyezést követően Ferenc József koronázása alkalmából az Aranygyapjas rendet nyerte. Elnöklete alatt született meg a horvát-magyar kiegyezés.
Azóta is a nyilvánosság és a közélet terén nagy szerepet viselt, a közügyekben részt vett, különösen azon ügyekben, melyek a társadalmi téren a katolikus vallással szorosabb összefüggésben vannak. A Szent István-társulatnak kezdettől haláláig főoszlopa volt. Legutolsó nyilvános szereplése 1884. január 12. volt, midőn a főrendiház elvetette másodszor is a zsidó-keresztény házasság tárgyában beadott törvényjavaslatot. A Magyar Tudományos Akadémia 1853. március 16. választotta igazgató tanácsába; a Magyar Földhitelintézet igazgató tanácsának is tagja volt.
A kenyeri Sarlós Boldogasszony templomban nyugszik, sírhelyét a Nemzeti Emlékhely és Kegyeleti Bizottság „A” kategóriában a Nemzeti Sírkert részévé nyilvánította.

### Családja
1845-ben vette nőül Louise Elisabeta Dezasse de Petit-Verneuil grófnőt (1821–1899), később hat gyermekük született:
- Mária (1845–1851)
- Konstancia Karolina Mária Franciska Felícia (1847–1922), férje: gróf Csekonics Endre (1846–1929)
- Lujza (1848–1927)
- Antal Ferenc János Henrik (1850–1930), első felesége: Esterházy Alice grófnő (1850–1882); második felesége: Keglevich Rozália grófnő (1849–1909)
- Béla József Károly Dénes Dezső (1852–1911), felesége: Esterházy Mária grófnő (1856–1940)
- János Nepomuk Mózes László Marcell (1854–1927), első felesége: Almásy Erzsébet grófnő (1857–1938); második felesége: Harkányi Mária bárónő (1863–?)

## Munkái
- Assertiones ex universa jurisprudentia et scientiis politicis. Budae, 1838. (Ism. Honművész 59. sz.)
- Elnöki beszédei a Szent-István társulat kiadványaiban, főrendiházi beszédei pedig a Naplóban jelentek meg.
- Megírta Mednyánszky Alajos báró életrajzát (Nemzeti Ujság 1844. II. 7. sz.)
- Arcképe Marastoni József által kőre rajzolva 1861-ben nyomatott Pollák testvéreknél Pesten.